# Shadowmaker (album Apocalyptica)
Shadowmaker è l'ottavo album in studio del gruppo musicale finlandese Apocalyptica, pubblicato il 17 aprile 2015 dalla Epic Records e dalla Sony Music.

## Tracce
1. I-III-V Seed of Chaos – 1:26
2. Cold Blood – 3:27
3. Shadowmaker – 7:35
4. Slow Burn – 4:44
5. Hole in My Soul – 4:05
6. House of Chains – 3:28
7. Riot Lights – 6:40
8. Sea Song (You Waded Out) – 4:54
9. Till Death Do Us Part – 7:50
10. Dead Man's Eyes – 9:42

## Formazione
Gruppo
- Eicca Toppinen – violoncello
- Paavo Lötjönen – violoncello
- Perttu Kivilaakso – violoncello
- Mikko Sirén – batteria, percussioni

Altri musicisti
- Franky Perez – voce

Produzione
- Nick Raskulinecz – produzione
- Greg Fidelman – missaggio